# Mayra Sánchez
Mayra Sánchez (Córdoba, Argentina, 1972) es una escritora argentina. Escribe textos académicos, notas y micro relatos de humor en revistas cordobesas y porteñas. En el año 2016 editó el libro Puto Cáncer, su primera novela y luego Doña Gómez, Biografía no autorizada de una gata desquiciada que retoma algunos hilos de aquel relato y los tamiza con veinte años de militancia en movimientos de protección de derechos de animales y más de cuarenta años de convivencia con su familia no humana.

## Biografía
Creció en la localidad de Villa Dolores /(Córdoba). Mayra Sánchez terminó sus estudios de Licenciada en Psicología, en la escuela de psicología de la Universidad Nacional de Córdoba, Argentina en el año 1995. Luego de esto realizó un magíster en Salud Familiar y Comunitaria en la Universidad Nacional de Entre Ríos en Concepción del Uruguay, en el año 2011. El trabajo final que presentó para terminar la misma fue: “Trabajo Infantil: concepto, norma y planes de erradicación”.
Continuando con su formación es que se formó en Especialista Docente de Nivel Superior y TIC. en el Ministerio de Educación de la Nación, de la ciudad de Córdoba, Argentina en abril de 2015, presentando como trabajo Final: “TIC en los procesos de enseñanza-aprendizaje de la Psicología Dinámica en Psicomotricidad”.
Ha escrito en la revista Desterradxs y en BaBus Magazine. Trabaja como consultora en programas de cooperación internacional en políticas públicas vinculadas al empleo, la salud y la educación desde 1996.

## Obras

#### Narrativa testimonial
- Puto Cáncer, Fecha de primera edición: 04/2013 - ISBN 978-987-1877-45-4

#### Novela
- Doña Gómez, Biografía no autorizada de una gata desquiciada, Fecha de primera edición: 04/2016 - ISBN 978-987-1877-92-8
- Lenguas Filosas, Fecha de primera edición: 02/2019-  ISBN  9789874403100

Libro
- Infancias en Foco, Psicología del Desarrollo, Fecha de primera edición: 02/2019- ISBN 978-987-783-341-6

## Premios y distinciones
Recibió la mención de Honor en el “VI Encuentro entre el Paciente Oncológico y sus Profesionales” otorgado por la Fundación Apostar a la Vida. 28 de abril de 2000.